# Volodimir Ivanovič Vernadskij
Volodimir Ivanovič Vernadskij (ponegdje: Vladimir Ivanovič Vernadskij); (ukr. Володимир Іванович Вернадський, rus. Владимир Иванович Вернадский); (Sankt Peterburg, 12. ožujka 1863. – Moskva, 6. siječnja 1945.); je ukrajinski i ruski znanstvenik, poznati sovjetski minerolog i geokemičar, čije ideje o noosferi su bile važan znanstveni doprinos cjelokupnoj sovjetskoj svemirskoj znanosti. Osim u Rusiji, Vernadskij je kao etnički Ukrajinac duže vrijeme radio i bio vrlo aktivan u Ukrajini, gdje je osnovao uglednu Nacionalnu akademiju znanosti Ukrajine na kojoj su se školovali poznati ukrajinski, ruski i drugi znanstvenici. Za života je najveće priznanje stekao prema knjizi «Biosfera» koju je napisao 1926. godine. Vernadskij se ujedno smatra osnivačem nekoliko novih znanstvenih disciplina poput geokemije, biogeokemije i radiogeologije. Godine 1918. osnovao je Ukrajinsku nacionalnu knjižnicu i bio je znanstvenim suučesnikom stvaranja Ukrajinske Narodne Republike. Godine 1943. dodijeljeno mu je tada prestižno Staljinovo priznanje.

## Privatan život
Otac Vladimira Vernadskog potječe iz ugledne ukrajinske kozačke obitelji koja svoje korijene vuče iz vremena uspostavljanja neovisne Zaporoške Republike sredinom 17. stoljeća. Otac je bio vrlo obrazovana osoba politički neutralizirane proukrajinske struje u Ruskom carstvu te je predavao političku ekonomiju u Kijevu prije nego što je iz praktičnih razloga preselio u Sankt Peterburg. U isto vrijeme mladi Vladimir je odgojen s iznimnim poštovanjem prema ukrajinskoj znanosti, filozofiji i kulturi, a svoje djetinjstvo između 1868. i 1875. je proveo u ukrajinskim gradovima Poltavi i Harkivu. S druge strane, Vladimirova majka je pripadala ruskoj plemićkoj obitelji te mu je na taj način u samom početku otvorila vrata u ruskim obrazovnim krugovima Sankt Peterburga. Vladimir je svoje školovanje završio na Sveučilištu Sankt Peterburg 1885. godine i od tada je podjednako bio vezan za ruske i ukrajinske znanstvene krugove. Bio je neprekidno vezan za neovisan razvoj ukrajinske znanosti i stručno je pomogao mnogo drugih ukrajinskih znanstvenika kako u Ukrajini, tako i u carskoj Rusiji. 

## Autorska djela
- Geochemistry, published in Russian 1924
- The Biosphere, first published in Russian in 1926. English translations:
  - Oracle, AZ, Synergetic Press, 1986, 86pp.
  - tr. David B. Langmuir, New York, Copernicus, 1998, 192pp.
- Essays on Geochemistry & the Biosphere, tr. Olga Barash, Santa Fe, NM, Synergetic Press, 2006

## Vanjske poveznice
- Біографія академіка Володимира Івановича Вернадського (ukr.)  Arhivirana inačica izvorne stranice od 28. prosinca 2012. (Wayback Machine)
- Behrends, Thilo, The Renaissance of V.I. Vernadsky, Newsletter of the Geochemical Society, #125, October 2005, PDF retrieved Apr. 27, 2013
- В.И.Вернадский (1863-1945) - крупнейший русский ученый XX века. (rus.)